# Klaus Hennig (Physiker, 1936)

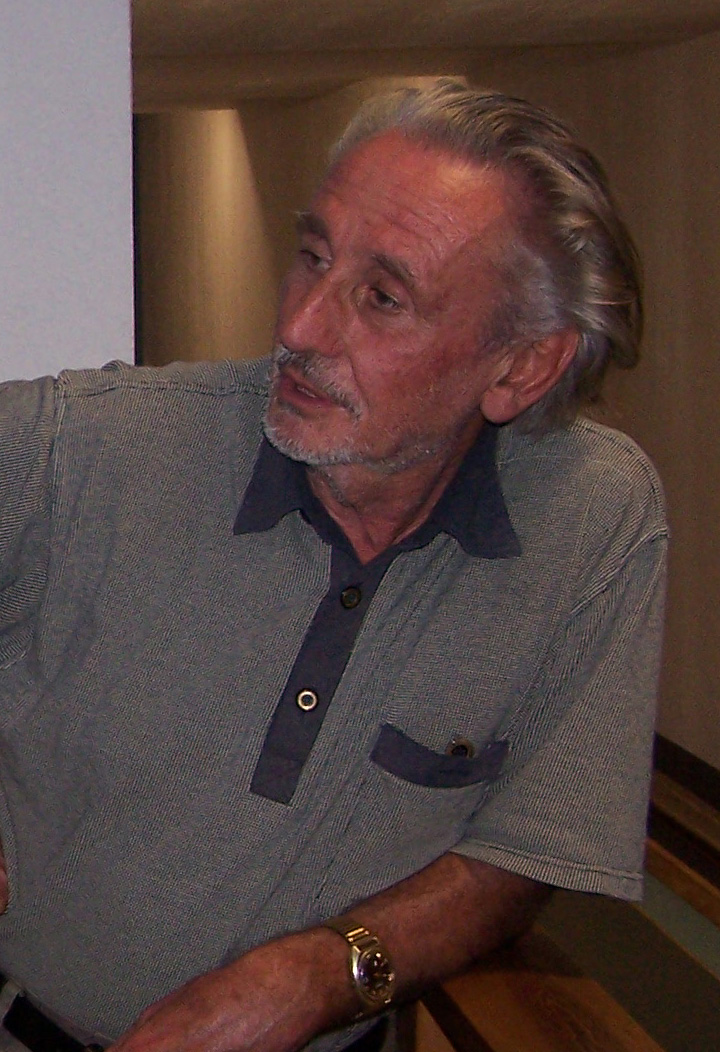
Klaus Hennig (2005)

Klaus Hennig (* 5. April 1936 in Neugersdorf) ist ein deutscher Physiker.

## Leben
Klaus Hennig besuchte die Humboldt-Grundschule in Oberlungwitz von 1942 bis 1950 und die Oberschule in Lichtenstein/Sa. von 1950 bis 1954. Nach seinem Physikstudium bei Artur Lösche an der Karl-Marx-Universität Leipzig arbeitete Hennig von 1960 bis 1966 am Institut für Kristallphysik der Akademie der Wissenschaften der DDR in Berlin bei Ostap Stasiw, der auch seine Dissertationsarbeit referierte, mit der er im Jahr 1965 an der Humboldt-Universität Berlin zum Dr. rer. nat. promovierte.
Ab 1966 bis 1975 forschte Hennig zehn Jahre lang in der UdSSR in Dubna am Vereinigten Institut für Kernforschung im Laboratorium für Neutronenphysik (weltbekannt wegen des Impulsreaktors IBR‑2), wo er Arbeitsgruppenleiter und Stellvertreter des Labordirektors Ilja Michailowitsch Frank (Nobelpreisträger 1958) wurde. Von 1972 bis 1987 war er Vorsitzender des Komitees für Neutronenphysik beim Wissenschaftlichen Rat für Niedere Energien des Instituts.
Im Jahr 1976 erfolgten Facultas Docendi und Habilitation an der Technischen Universität Dresden. Ab 1976 arbeitete Hennig im Zentralinstitut für Kernforschung (ZfK) der Akademie der Wissenschaften der DDR in Rossendorf als Leiter der Abteilung Neutronenstreuung am Rossendorfer Forschungsreaktor (RFR)  in engem Kontakt mit dem Zentralinstitut für Festkörperphysik und Werkstoffforschung (ZFW). Zusätzlich war er 1. Stellvertreter des Institutsdirektors. 1979 erhielt er eine Professur der Akademie der Wissenschaften (AdW). In den Jahren 1983 und 1986 war er am Zentralinstitut für Isotopen- und Strahlenforschung der AdW in Leipzig als 1. Stellvertreter des Institutsdirektors tätig.
Hennigs Forschungsgebiete waren Festkörperphysik und Werkstoffwissenschaft (Elektronenspinresonanz, Neutronenstreuung, Kristallfeldniveaus, Texturen in Werkstoffkunde und Geologie).
1975 erwarb Hennig das denkmalgeschützte Gebäude Villa Käthe-Kollwitz-Ufer 92 in Dresden-Blasewitz, das er aufwändig renovierte.

Als besonderen Gast durfte er Ende der siebziger Jahre den Maler Peter Emiljewitsch Bendel beherbergen, der die Kunststadt Dresden besuchen wollte. Während dieser Zeit malte Bendel zum Dank einige Porträts von Familienmitgliedern. In diesen Jahren gab es dort auch ein unerwartetes Gastspiel von Sir Peter Alexander Baron von Ustinov mit einer Rezitation aus Goethes Faust.
Nach der Wende betrieb Klaus Hennig in dieser Villa bis 1997 sein privates Institut für Alternative Medizin, wo er sich mit Teilfragen der Alternativmedizin (Oxyvenierung, intravenöse Sauerstofftherapie) beschäftigte.

## Schriften
- Paramagnetische Resonanzuntersuchungen an Fe-dotierten Silberhalogeniden. In: Phys. Status Solidi B. 7, 1964, S. 885–892. doi:10.1002/pssb.19640070316
- Paramagnetische Resonanzuntersuchungen an Fe-dotierten Silberhalogeniden. Dissertation. A. Humboldt-Universität, Berlin 1965.
- mit W. Meisel und H. Schnorr: Mößbaueruntersuchungen an Co57-dotiertem AgCl. In: Phys. Status Solidi B. 15, 1966, S. 199–204. doi:10.1002/pssb.19660150118
- Mögliche Anwendungen des Mößbauer-Effekt in der physikalischen Forschung bei ultratiefen Temperaturen. (Joint Institute for Nuclear Research / Labor für Neutronenphysik), Publikationen 1967 russ. Nationalbibliothek
- mit K. Yung und B. S. Skorchev: On States of Iron Impurity Ions in AgCl and NaCl Investigated by the Mössbauer Method. In: Phys. Status Solidi B. 27, 1968, S. K161–K164. doi:10.1002/pssb.19680270254
- mit B. N. Savenko K. Feldmann: Das Verfahren des Hintergrunds der epithermischen Neutronen Messung in Experimenten zur Streuung von thermischen Neutronen. Joint Institute for Nuclear Research, Dubna. Labor für Neutronenphysik, 1972. (russisch) russ. Nationalbibliothek
- mit H. Eschrig, K. Feldmann und L. Weiss: Phonons in MgZn2: Model Potential Calculations and Neutron Scattering Experiments (JINR Dubna). In: Neutron Inelastic Scattering, Proceedings of a Symposium, Grenoble 6-10 März 1972. - vollst. PDF-Dokument inis.iaea.org
- mit B. Dorner, K. Feldmann und L. Weiss: Phonon Dispersion Curves in MgZn2. In: Phys. Status Solidi B. 63(2), Juni 1974 ResearchGate
- als Mitautor: Crystal field levels of Pr3+ in PrFeO3 and PrGaO3 determined by inelastic neutron scattering. In: Phys. Status Solidi B. 72(2), 1975, S. 817–822. ResearchGate
- Untersuchungen von Kristallfeldniveaus der Seltenerdionen mit Hilfe inelastischer Neutronenstreuung. Dissertation B. Technische Universität Dresden, 1976 SLUB Dresden
- mit J. S. Nozik und R. P. Ozerov: Neutronen und der Festkörper. Lehrbuch. Band 1: Strukturelle Neutronographie. Atomisdat, Moskau 1979. (russisch) (Нейтроны и твердое тело. т. 1-Нозик Ю.3., Озеров Р. П., Хенниг К.: Структурная нейтрон.графия. М. 1979) WorldCat.
- mit S. Matthies und D.-G. Welsch: Calculation of the energy-level scheme of Pr3+ in crystalline PrF3 from optical and inelastic neutron scattering data. In: Physics Letters. A. Volume 49, Issue 6, 21. Oktober 1974, S. 447–449. ScienceDirect ResearchGate
- mit K. Feldmann, W. Matz, M. Müller, J. Schreiber und L. Weiss: Neutron Scattering Investigations On FeMnNi (Be) Alloys. In: JINR Publikation E14-9206. Dubna 1975. - vollst. PDF-Dokument inis.iaea.org
- mit F. Eichhorn, B. Lippold und W. Matz: Diffraction Of A Pulsed Thermal Neutron Beam On An Elastically Bent Quartz Crystal Plate. In: JINR Publikation E14-10215. Dubna 1976. - russ. Nationalbibliothek vollst. PDF-Dokument inis.iaea.org
- mit W. Matz, L. P. Kaun, B. Lippold, M. M. Lukina und B. N. Savenko: Neutronigrafic study of magnetic structure of PrFeO3 and NdFeO3 by time-of-flight technique. 1976. (russisch) ResearchGate
- mit H. Eschrig, K. Feldmann, W. Matz und P. Paufler: Phonon spectra of the laves phase intermetallic compound CaMg2. In: Phys. Status Solidi B. 79(1), 1977, S. 283–288. ResearchGate
- mit F. Eichhorn, B. Lippold und W. Matz: Diffraction of a pulsed thermal neutron beam on an elastically bent quartz crystal plate XI. Int. Kongreß für Kristallografie, Warschau 3.–12. August 1978. ResearchGate
- mit K. Feldmann, A. Andreeff, M. Betzl, K. Kleinstück und W. Matz: Comparison of Quantitative Texture Analysis Results from Time-of-Flight and Conventional Neutron Diffraction. In: Texture of Crystalline Solids. 4, 1, 1980. ResearchGate
- mit A. Andreeff, Th. Frauenheim, B. Lippold, W. Matz und G. Schuster: Crystal Field Splitting in UO2: An Intermediate Valence Compound? In: JINR Publikation E14-80-648. Dubna 1980. - vollst. PDF-Dokument inis.iaea.org
- Untersuchungen der kondensierten Materie an den Impulsreaktoren des Vereinigten Instituts fuer Kernforschung Dubna. In: Kernenergie. 25, 3, 1982, S. 129–137. TIB Hannover
- mit K. Feldmann, L. Drechsler, M. Betzl, K. Walther und P. Bankwitz: Neutronentexturbestimmung an regionalmetamorphen Gesteinen Granulit In: ZfK 503 Jahresbericht 1982. 65, 1983. ResearchGate
- Texturforschung an metallischen Werkstoffen und Ausblick zur Analytik mit geladenen und ungeladenen Teilchen. In: Aus Arb. Plenum Kl. AdW DDR. 11, 9/58, 1986, S. 44–58. TIB Hannover
- EPM 87: Energy pulse and particle beam modification of materials. International conference held September 7–11, 1987, Dresden, G.D.R., Proc. Akademie-Verlag, 1988. D-NB SLUB Dresden
- mit P. Manfrass, W. Enghardt, W. D. Fromm und D. Wohlfarth: Positron camera with high-density avalanche chambers. Cryst. Res. Technol., 23, 1988, S. 459–463. doi:10.1002/crat.2170230334 inis.iaea.org
- mit W. Blaß und B. Blaß: Komplexe intravenöse Sauerstofftherapie (KIS). In: Erfahrungsheilkunde. 46, 1997, S. 823–832.